# Ludwig Renn
Ludwig Renn, all'anagrafe Arnold Friedrich Vieth von Golßenau (Dresda, 22 aprile 1889 – Berlino Est, 21 luglio 1979), è stato uno scrittore tedesco.

## Biografia
Nato a Dresda in Sassonia, rampollo di una nobile famiglia locale, Ludwig Renn combatté durante la prima guerra mondiale sul Fronte occidentale. Fu durante questo periodo che egli iniziò a sperimentare il piacere della scrittura con la sua prima opera Krieg (Guerra). In questo periodo incontro il principe Giorgio di Sassonia, del quale fu grande amico e sostenitore. Nel 1928 decise di aderire al KPD, il Partito Comunista Tedesco e fu imprigionato nel campo di concentramento di Sonnenburg. Fuggendo poi dalla Germania nel 1933 dopo la salita al potere del nazionalsocialismo al quale egli era fermamente opposto.

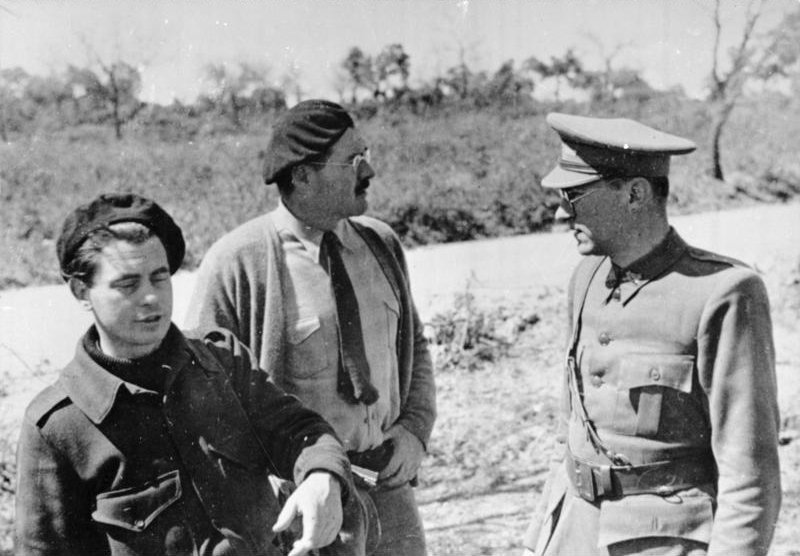
Joris Ivens (a sinistra) e Ernest Hemingway (in centro) con Ludwig Renn durante la Guerra Civile Spagnola del 1936/37

Durante la Guerra civile spagnola, egli inizialmente difese Madrid nel gruppo di sostenitori espatriati dalla Germania con il Battaglione Thälmann. Successivamente, egli divenne capo dello staff della XI International Brigade. Renn parlava molto bene il linguaggio internazionale dell'esperanto e fu membro promotore di molti movimenti per la sua conoscenza.
Renn morì nella Berlino Est nel 1979.

## Opere
- Krieg (1928) [Guerra, traduzione di Paolo Monelli, L'orma editore, Roma 2017, ISBN 978-88-997-9326-5]
- Nachkrieg (1930)
- Russlandfahrten (1932)
- Vor großen Wandlungen (1936)
- Adel im Untergang (1944)
- Morelia. Eine Universitätsstadt in Mexiko (1950)
- Vom alten und neuen Rumänien (1952)
- Trini. Die Geschichte eines Indianerjungen (1954)
- Der spanische Krieg (1955)
- Der Neger Nobi (1955)
- Herniu und der blinde Asni (1956)
- Krieg ohne Schlacht (1957)
- Meine Kindheit und Jugend (1957)
- Herniu und Armin (1958)
- Auf den Trümmern des Kaiserreiches (1961)
- Camilo (1963)
- Inflation (1963)
- Zu Fuss zum Orient (1966)
- Ausweg (1967)
- Krieger, Landsknecht und Soldat (1973)
- In Mexiko (1979)
- Anstöße in meinem Leben (1980, autobiografia postuma)